# 共面
初等幾何学における共面性（きょうめんせい、英: coplanarity）は、考える幾何学的対象が同一平面上にあることを述べるものである。

## 概要
例えば、与えられた点からなる集合が共面（きょうめん、英: coplanar）であるとは、それらの点が全て一つの平面に含まれるときに言う。
三点が与えられればそれらは必ず共面であり、かつそれらが全て相異なるならば共線でなくそれらが共有する平面は一意に定まる。しかし四点より多くの相異なる点が与えられた場合には、一般にはそれらが同一平面上にあるとは限らない。
同様に、三次元空間内の二つの直線が共面となるのは、適当な平面が存在してそれら二つの直線をともに含むときである。二つの直線が共面ならば、それら直線は平行であるか一点で交わる。
共面でない二つの直線は、ねじれている (skew lines) あるいはねじれの位置にあるという。
距離幾何学は与えられた点の集合に対し、それらの間の距離の情報だけからそれら点の共面性を決定する問題に対する解法を提供する。

## 三次元空間における共面性
三次元空間内の、線型独立で始点を共有する二つのベクトルは、その始点を通る平面を決定する。
それらの外積は、その平面に垂直なベクトルで、元の二つのベクトルの視点を通り外積ベクトルに直交する任意のベクトルは、元の二つのベクトルの定める平面上にある。
このことから、以下のスカラー三重積を用いた共面性判定法が得られる。

### 判定法
三つのベクトル a, b, c が共面で、a, b が直交 (a⋅b = 0) するとき、a および b 方向の単位ベクトルをそれぞれ â および  と書けば、{\displaystyle (\mathbf {c} \cdot \mathbf {\hat {a}} )\mathbf {\hat {a}} +(\mathbf {c} \cdot \mathbf {\hat {b}} )\mathbf {\hat {b}} =\mathbf {c} } と c の成分分解が得られる。
ここに、c⋅â および c⋅ は c のそれぞれ a および b 方向の成分を与えるものであることに注意する。

## 座標からの共面性判定
三点以下は常に共面であることから、共面性の決定問題は一般には四点以上を含む場合にのみ興味が持たれる。
ちょうど四点からなる集合の共面性については、いくつかのアドホックな判定法が知られているが、任意の数の点に対して有効に働く一般の判定法は、ベクトルを用いて二つの線型独立なベクトルの定める平面の性質を用いるくらいしかない。

### 判定法
例えば四点 X, Y, Z, W の座標が X ≔ (x1, x2, …, xn), Y ≔ (y1, y2, …, yn), Z ≔ (z1, z2, …, zn), W ≔ (w1, w2, …, wn) で与えられているとき、
行列 {\displaystyle {\begin{pmatrix}x_{1}-w_{1}&x_{2}-w_{2}&\dots &x_{n}-w_{n}\\y_{1}-w_{1}&y_{2}-w_{2}&\dots &y_{n}-w_{n}\\z_{1}-w_{1}&z_{2}-w_{2}&\dots &z_{n}-w_{n}\\\end{pmatrix}}} の階数が 2 以下のときこれらの四点は共面となる。
この性質は、考える平面が原点を含む特別の場合には、考える点の一つを原点に取ることにより、「原点および k 個の点が共面であるための必要十分条件は、それら k 個の点の座標を並べてできる行列の階数が 2 以下となることである」と簡単になる。

## 共面性を持たない図形
ねじれ多角形（非平面多角形）はその頂点が共面でないような多角形を言う。そのような多角形は少なくとも四つの頂点を持つものでなければならない（三点は常に共面だから、ねじれ三角形は存在しない）。
多面体が正の体積を持つならば、その頂点集合は共面でない点を必ず含む。